# Tầng Zancle
| Hệ/ Kỷ                                 | Thống/ Thế   | Bậc/ Kỳ    | Tuổi (Ma) | Tuổi (Ma) |
| -------------------------------------- | ------------ | ---------- | --------- | --------- |
| Đệ Tứ                                  | Pleistocen   | Gelasia    | trẻ hơn   | trẻ hơn   |
| Neogen                                 | Pliocen      | Piacenza   | 2.588     | 3.600     |
| Neogen                                 | Pliocen      | Zancle     | 3.600     | 5.333     |
| Neogen                                 | Miocen       | Messina    | 5.333     | 7.246     |
| Neogen                                 | Miocen       | Tortona    | 7.246     | 11.63     |
| Neogen                                 | Miocen       | Serravalle | 11.63     | 13.82     |
| Neogen                                 | Miocen       | Langhe     | 13.82     | 15.97     |
| Neogen                                 | Miocen       | Burdigala  | 15.97     | 20.44     |
| Neogen                                 | Miocen       | Aquitane   | 20.44     | 23.03     |
| Paleogen                               | Thế Oligocen | Chatti     | già hơn   | già hơn   |
| Phân chia kỷ Neogen theo ICS năm 2017. |              |            |           |           |

Tầng Zancle trong niên đại địa chất là kỳ đầu của thế Pliocen, và trong thời địa tầng học là bậc dưới của thống Pliocen. Kỳ Zancle tồn tại từ ~ 5.333 Ma đến 3.6 Ma (Ma: Megaannum, triệu năm trước).
Kỳ Zancle kế tục kỳ Messina của thế Miocen, và tiếp sau là kỳ Piacenza của cùng thế Pliocen.
Zancle có thể tương quan với các kỳ được sử dụng trong một số khu vực, chẳng hạn như kỳ Tabiania hoặc Dacia của Trung Âu. Nó cũng tương ứng với kỳ Hemphillia từ cuối đến giữa - Blanca của kỳ động vật có vú Bắc Mỹ. Ở California, Zancle gần tương ứng với kỳ California giữa Delmontia từ 7,5 đến 2,9 Ma trước đây.